# Fontechiari
Fontechiari ist eine italienische Gemeinde in der Provinz Frosinone in der Region Latium mit 1225 Einwohnern (Stand 31. Dezember 2023). Sie liegt 120 km südöstlich von Rom und 38 km östlich von Frosinone.

## Geographie
Fontechiari liegt in der Hügellandschaft der östlichen Ciociaria. Zur Gemeinde gehören die Ortsteile Cisterna und Collemastroianni.
Sie ist Mitglied der Comunità Montana Valle di Comino.
Die Nachbarorte sind Arpino, Broccostella, Casalvieri, Posta Fibreno und Vicalvi.

### Verkehr
Fontechiari wird mit der Strada Statale 509 di Forca d'Acero, die von Cassino in die Abruzzen führt., an das Fernstraßennetz angeschlossen.

## Geschichte
Im 10. Jahrhundert wurde der Ort vermutlich vom Kloster Montecassino mit slawischen Einwanderern besiedelt. Daher rührt auch der mittelalterliche Name Schiavi. 937 wurde die Burg erstmals erwähnt. Fortan gehörte Schiavi zum Herzogtum Arpino. 1862 wurde der Ort nach der seit dem 18. Jahrhundert bekannten Quelle Fons Clara in Fontechiari umbenannt.
1861 wurde Fontechiari Teil des Königreichs Italien.
1927 kam es von der Provinz Terra di Lavoro zur neu gegründeten Provinz Frosinone.

## Bevölkerungsentwicklung
| Jahr      | 1861 | 1881 | 1901 | 1921 | 1936 | 1951 | 1971 | 1991 | 2001 |
| --------- | ---- | ---- | ---- | ---- | ---- | ---- | ---- | ---- | ---- |
| Einwohner | 1628 | 1780 | 1809 | 2150 | 2053 | 2143 | 1214 | 1287 | 1288 |

Quelle: ISTAT

## Politik
Seit dem 26. Mai 2014 übt Pierino Liberato Serafini das Bürgermeisteramt aus. Er wurde am 26. Mai 2019 wiedergewählt.